# Immunologisch geheugen
Het immunologisch geheugen is het vermogen van het immuunsysteem om een blootstelling aan een antigeen te onthouden, en snel en specifiek te reageren bij een tweede blootstelling. Het zorgt er meestal voor dat een individu beschermd (immuun) is voor een bepaalde infectie. Het is afhankelijk van geheugencellen die (na gevormd te zijn tijdens een initiële blootstelling) lange tijd in het bloed circuleren en herhaling van dezelfde infectie kunnen signaleren en voorkomen.
Immunologisch geheugen is de basis van vaccinatie. Hierbij wordt een individu ingeënt met een onschadelijk gemaakt micro-organisme, of onderdeel daarvan. Het lichaam zal een primaire verworven respons op gang brengen tegen dit antigeen. Bij een volgend contact met het werkelijke micro-organisme zal de verworven immuunrespons zo snel en effectief zijn, dat de schade door de ziekteverwekker binnen de perken wordt gehouden.

## Primaire en secundaire respons

De primaire en secundaire antilichaamrespons in gewervelden. Bij de primaire respons wordt eerst IgM gevormd (en IgG). Bij een tweede blootstelling aan hetzelfde antigeen, vindt een snelle IgG-productie plaats dankzij geheugen B-cellen.

Immunologisch geheugen treedt op nadat het lichaam een infectie (of inenting) heeft doorgemaakt. Tijdens zo'n eerst infectie, die volledig nieuw is voor het lichaam, worden er T-lymfocyten en B-lymfocyten gemaakt tegen het antigeen. De B-cellen produceren daarbij antilichamen: de primaire respons. Aanvankelijk wordt er veel IgM gemaakt, en na isotype switching ook IgG. De primaire antilichaamrespons heeft vaak enkele dagen nodig om volledig op gang te komen. Het kan relatief gemakkelijk gemeten worden door regelmatig het aantal antilichamen (de titer) in het bloed te bepalen.
Na verloop van tijd zakt het aantal effectorlymfocyten in het bloed. Er blijven dan nog voor enkele weken antilichamen en voor langere tijd B-geheugencellen over, die het lichaam surveilleren op een herhaling van de infectie. Als het lichaam nu wordt blootgesteld aan hetzelfde antigeen, treedt een secundaire respons op. De secundaire respons wordt gekenmerkt door een zeer snelle productie van IgG. Vaak is deze respons sterk genoeg om de infectie onder de leden te houden. Geheugencellen bieden een langdurige bescherming. Voor sommige ziekten, zoals mazelen of waterpokken, houdt de bescherming meestal levenslang aan.

## Aangeboren immuungeheugen
Volgens recente inzichten is er ook sprake van een geheugen bij het aangeboren immuunsysteem:  een efficiëntere immuunrespons en eliminatie van ziekteverwekkers door fagocyten na een eerdere blootstelling aan een ziekteverwekker. Het aangeboren immuungeheugen (ook wel trained immunity genoemd) is niet antigeenspecifiek en ook niet afhankelijk van genrecombinatie. De verschillen in respons wordt vermoedelijk veroorzaakt door veranderingen in epigenetische programmering en verschuivingen in cellulair metabolisme. Aangeboren immuungeheugen is zowel bij ongewervelde dieren als bij gewervelde dieren aangetoond.